# Скотт Ґрікспор
Скотт Ґрікспор (нід. Scott Griekspoor; нар. 10 січня 1991) — колишній нідерландський тенісист.
Найвищу одиночну позицію світового рейтингу — 205 місце досяг 6 серпня 2018, парну — 419 місце — 29 вересня 2014 року.
Завершив кар'єру 2019 року.

## Фінали за кар'єру
| Легенда               |
| --------------------- |
| Великий шлем (0)      |
| Серія Мастерс ATP (0) |
| Тур ATP (0)           |
| Челленджери (1)       |

### Одиночний розряд (1 перемога)
| Результат | В-П | Дата     | Турнір        | Категорія  | Покриття | Суперник            | Рахунок  |
| --------- | --- | -------- | ------------- | ---------- | -------- | ------------------- | -------- |
| Перемога  | 1–0 | Чер 2018 | Блуа, Франція | Челленджер | Ґрунт    | Фелікс Оже-Аліассім | 6–4, 6–4 |